# リカルド・ロセット
リカルド・ロセット (Ricardo Rosset, 1968年7月27日 - ) は、ブラジル・サンパウロ出身の元レーシングドライバーである。F1では33レースに出走したが、最高成績は8位でポイントを獲得することはできなかった。

## 経歴

### F3
フォーミュラオペル・ユーロシリーズに参戦後、1993年にアラン・ドッキング・レーシングからイギリス・フォーミュラ3選手権にステップアップ。第13戦シルバーストンで2位のベストリザルトを残し、シリーズランキングは6位（ペドロ・デ・ラ・ロサと同位）であった。1994年にはAJSチームに移籍し、ヤン・マグヌッセンが支配した同年のシリーズを5位という結果で終えた。F3での初優勝は第12戦スネッタートンでのレースであり、このレースではリーダーのマグヌッセンはリタイアしていた。

### F3000
1995年にはスーパーノヴァ・レーシングから国際F3000選手権に参戦する。チームメイトは経験豊富なイタリア人ドライバーのヴィンセンツォ・ソスピリであり、ソスピリは同年のシリーズチャンピオンを獲得している。シリーズはスーパーノヴァが支配するものとなり、ロセットはソスピリのバックアップを務め、シーズンで2勝を挙げランキング2位を獲得。翌年のF1ステップアップを希望する。

### F1
1996年、ヨス・フェルスタッペンのチームメイトとしてフットワーク・アロウズに加入したが、フェルスタッペンのペースからは後れをとった。トム・ウォーキンショーがチームを買収し、車の開発は停止したものの、フェルスタッペンは全てのグランプリの予選においてロセットを上回った。後にロセットはインタビューで「チームは資金難でスペアパーツが不足しているため、2台の同一の車を提供することができず、経験のあるフェルスタッペンに集中した」と述べている。
1997年にはマスターカード・ローラに移籍する。ローラではF3000時代のチームメイトであったソスピリと再びチームメイトとなる。しかしながらチームは開幕戦オーストラリアGPのみの参戦で撤退し、ロセットはシーズンを棒に振ることとなった。
1998年、ティレルを買収したクレイグ・ポロックはロセットを「持参金が多い」という理由から高木虎之介のチームメイトとして選択した。皮肉なことにチーム創設者であるケン・ティレルはこの人事決定の前にフェルスタッペンを選択しており、ロセットをレギュラーとしたこの結果に激怒し、ティレルチーム消滅を待たずしてチームを離脱した（フェルスタッペンはリザーブドライバーとなった）。ポロックはB・A・Rを設立するためにティレルを買収したのであり、ロセットを選択した理由は彼の持つ個人スポンサーマネーが不可欠であるとしたためであった。同シーズンが始まってみるとロセットは成績不振であり、マレー・ウォーカーが『ロセットがF1をドライブするレベルにあるかどうか』という議論の存在に言及した際、解説を務めていたマーティン・ブランドルは『それはかなり短い議論だろう』とジョークを言った。後にモナコGPの予選でロセットはジャック・ヴィルヌーヴとの接触で車にダメージを受けスチュワードから警告を受けたが、メカニック達は怒り狂ってロセットがパドック内で乗るスクーターに、彼の姓をもじった「tosser」（自慰野郎）の文字を貼り付けた。カナダGP後にはトム・クリステンセンとの交代が囁かれた。
ロセットはまた、スペインGPでは107%ルールに満たせず予選落ちを喫し、ドイツGPでは負傷のため予選を行うことができなかった。ベルギーGPでは豪雨のためスタート直後に12台が関係した多重クラッシュに巻き込まれ、再スタートできなかった。ティレル最後のレースとなった日本GPでは、プラクティス中のクラッシュで首を負傷し、予選では107%ルールにより決勝に出場することもできず、そのF1キャリアを終えることとなった。ケン・ティレル、ハーベイ・ポスルスウェイト、ティレルのメカニックからは忌み嫌われており、「高木を優先し、ポンコツロセットは後回し」といわれるほどの扱いを受け、事実上ティレル自身がロセットを離脱するように導いた。ティレルでの経験は彼の実績に何の利益にもならなかった。
ロセットは後に、「ティレルはホンダから支援されたチームメイトの高木に集中し、日本人ドライバーにアドバンテージを与えた。」と主張し「僕はあまり歓迎されなかった。」と述べた。

### セカンドキャリア
シーズン終了後ティレルチームを離れたロセットは、レーサーを引退し故郷のブラジルでスポーツウェアビジネスを手がけた。しかしながら、2008年に現役復帰し、映画制作者のウォルター・サレスと組みブラジルGT3選手権に参戦した。ペアは4勝を挙げ、シリーズ2位でシーズンを終えた。
この成果に励まされたロセットは、1996年にドライブしたフットワーク・FA17を購入し、2009年のヒストリックF1シリーズへの参加を計画していた。

## レース戦績

### イギリス・フォーミュラ3選手権
| 年     | チーム                         | エンジン    | クラス | 1       | 2      | 3      | 4       | 5      | 6      | 7       | 8     | 9     | 10     | 11      | 12    | 13     | 14     | 15     | 16     | 17    | 18      | 順位 | ポイント |
| ------ | ------------------------------ | ----------- | ------ | ------- | ------ | ------ | ------- | ------ | ------ | ------- | ----- | ----- | ------ | ------- | ----- | ------ | ------ | ------ | ------ | ----- | ------- | ---- | -------- |
| 1993年 | アラン・ドッキング・レーシング | 無限・MF204 | A      | SIL Ret | THR 8  | BRH 6  | DON DNS | BRH 6  | SIL 8  | OUL Ret | DON 8 | SIL 3 | DON 10 | SNE 3   | PEM 9 | SIL 2  | SIL 6  | THR 6  |        |       |         | 6位  | 18       |
| 1994年 | チーム・AJS                    | 無限・MF204 | A      | SIL 9   | DON 10 | BRH1 6 | BRH2 10 | SIL1 6 | SIL2 4 | BRH Ret | THR 6 | OUL 5 | DON 5  | SIL Ret | SNE 1 | PEM1 4 | PEM2 3 | SIL1 3 | SIL2 2 | THR 3 | THR Ret | 5位  | 132      |

- 太字はポールポジション、斜字はファステストラップ。(key)

### 国際F3000選手権
| 年     | チーム                     | 1     | 2     | 3     | 4     | 5     | 6     | 7     | 8       | 順位 | ポイント |
| ------ | -------------------------- | ----- | ----- | ----- | ----- | ----- | ----- | ----- | ------- | ---- | -------- |
| 1995年 | スーパーノヴァ・レーシング | SIL 1 | CAT 2 | PAU 9 | PER 1 | HOC 9 | SPA 4 | EST 5 | MAG Ret | 2位  | 29       |

- 太字はポールポジション、斜字はファステストラップ。(key)

### F1
| 年     | チーム       | シャシー | 1       | 2       | 3       | 4       | 5       | 6       | 7       | 8       | 9       | 10      | 11      | 12      | 13      | 14      | 15      | 16      | 17  | 順位 | ポイント |
| ------ | ------------ | -------- | ------- | ------- | ------- | ------- | ------- | ------- | ------- | ------- | ------- | ------- | ------- | ------- | ------- | ------- | ------- | ------- | --- | ---- | -------- |
| 1996年 | フットワーク | FA17     | AUS 9   | BRA Ret | ARG Ret | EUR 11  | SMR Ret | MON Ret | ESP Ret | CAN Ret | FRA 11  | GBR Ret | GER 11  | HUN 8   | BEL 9   | ITA Ret | POR 14  | JPN 13  |     | NC   | 0        |
| 1997年 | ローラ       | T97/30   | AUS DNQ | BRA DNA | ARG     | SMR     | MON     | ESP     | CAN     | FRA     | GBR     | GER     | HUN     | BEL     | ITA     | AUT     | LUX     | JPN     | EUR | NC   | 0        |
| 1998年 | ティレル     | 026      | AUS Ret | BRA Ret | ARG 14  | SMR Ret | ESP DNQ | MON DNQ | CAN 8   | FRA Ret | GBR Ret | AUT 12  | GER DNQ | HUN DNQ | BEL DNS | ITA 12  | LUX Ret | JPN DNQ |     | NC   | 0        |

(key)

## 参照
1. ↑  Jenkins, Richard. “The World Championship drivers - Where are they now?”.   OldRacingCars.com. 2007年7月29日閲覧。
2. ↑  Noble, Jonathan (1998). “1998 FIA Formula 1 World Championship: Monaco GP”. In Strang, Simon. Autosport Grand Prix Review 98. Haymarket Publications. p. 93
3. ↑  Salles-Rosset defeat Xandy-Mattheis (Portuguese)
4. ↑  GT3 Brasil standings
5. ↑  Turner, Kevin (ed.) (April 2009). “Rosset to make F1 racing return in his own Arrows”. Autosport 196 (2):  89.